# Michael Brix
Michael Brix (* 27. August 1941 in Flensburg; † 21. September 2024) war ein deutscher Kunsthistoriker und Hochschullehrer.

## Leben
Brix studierte Kunstgeschichte, Archäologie und Volkskunde in Kiel, München und Wien. Er war Schüler von Hans Tintelnot in Kiel. Er dissertierte 1973 in Kiel über die Trauergerüste für die Habsburger in Wien.
Brix erstellte in der Reihe Die Kunstdenkmäler von Bayern zusammen mit Karl-Ludwig Lippert den Inventarsband über den ehemaligen Landkreis Rehau und der Stadt Selb, der heute als Standardliteratur gilt. Weitere Publikationen befassen sich unter anderem mit den Barockgärten André Le Nôtres, dem Fotografen Walker Evans und insbesondere der Denkmalpflege.

## Veröffentlichungen
- Trauergerüste für die Habsburger in Wien. Universität Kiel 1973 (Dissertation).
- zusammen mit Karl-Ludwig Lippert: Ehemaliger Landkreis Rehau und Stadt Selb (Die Kunstdenkmäler von Bayern – Geschichte XXXIV). Deutscher Kunstverlag, München 1974, ISBN 3-422-00545-5.
- (Hrsg.): Lübeck – die Altstadt als Denkmal. Zerstörung, Wiederaufbau, Gefahren, Sanierung. Moos, Gräfelfing 1975, ISBN 3-7879-0082-9.
- (Hrsg.): Geschichte allein ist zeitgemäß. Historismus in Deutschland. Anabas Verlag Kämpf, Lahn-Gießen 1978, ISBN 3-87038-056-X.
- Nürnberg und Lübeck im 19. Jahrhundert. Denkmalpflege – Stadtbildpflege – Stadtumbau.  Prestel, München 1981, ISBN 3-7913-0526-3.
- zusammen mit Birgit Mayer (Hrsg.): Amerika: Bilder aus den Jahren der Depression. Walker Evans. Schirmer/Mosel, München 1996, ISBN 3-88814-830-8.
- (Bearbeiter): Handbuch der deutschen Kunstdenkmäler. Teil: Bayern. 2. Niederbayern. 2., durchgesehene und ergänzte Auflage. Deutscher Kunstverlag, Berlin 2008, ISBN 978-3-422-03122-7.
- Der barocke Garten. Magie und Ursprung. André Le Nôtre in Vaux le Vicomte, Arnold, Stuttgart 2004, ISBN 3-89790-199-4.
- Der absolute Garten. André Le Nôtre in Versailles. Arnold, Stuttgart 2009, ISBN 3-89790-241-9.